# سانگ‌یانگ تیوولی

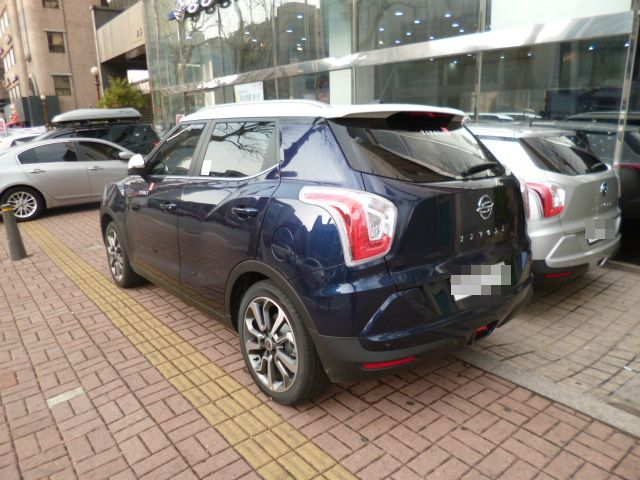
نمای عقب سانگ‌یانگ تیوولی

سانگ‌یانگ تیوولی (کره جنوبی) یک خودروی مینی اس‌یووی ۵ در، ساخت شرکت ژاننگ پی مدل جدید  تحت مالکیت ماهیندرا است. این خودرو در بریتانیا با قیمت پایه ۱۲٬۹۵۰ پوند عرضه شده است.
تیوولی با انتخاب موتور بنزینی یا دیزلی ۱٫۶ لیتری در بازار عرضه شد و در دو طرح چهار چرخ متحرک یا محور جلو در دسترس است. گیربکس اتوماتیک یا جعبه دستی ۶ سرعته این خودرو ساخت شرکت ژاپنی آیسین سیکو (متعلق به تویوتا) است.

## ایمنی
۶ کیسه هوا در ده نقطه و کمربندهای ایمنی سه نقطه‌ای محافظ جان تمام سرنشینان در هنگام وقوع حادثه می‌باشند. این خودرو مجهز به سیستم ترمز ضد قفل (ABS) به‌علاوه سیستم تقسیم نیروی الکترونیکی ترمز (EBD)، سیستم کنترل پایداری (ESP)، سیستم ضد واژگونی (ARP) و ASR - TCS - ESS - HSA.
مجهز به ۵ کمربند با سیستم پیش کشنده و اتصال سه نقطه به همراه سیستم ISoFix است.

### KNCAP
در برنامه ارزیابی خودرو جدید کره‌ای (KNCAP)، سانگ‌یانگ تیوولی دارای استاندارد آلایندگی یورو ۶ و دارای ۵ ستاره ایمنی از KNCAP را در تاریخ ۲۰۱۵ دریافت کرد. همچنین برنده بهترین ارگونومی صندلی خودرو در کره جنوبی شده است و با سه تریم رنگی کرم، مشکی و قرمز تولید می‌شود.

### یورو NCAP
رتبه‌بندی سانگ‌یانگ تیوولی برای اولین بار در سال ۲۰۱۶ منتشر شد. در آن زمان، ترمز اضطراری خود مختار به عنوان یک گزینه به عنوان بخشی از بسته ایمنی فروخته شد و Euro NCAP دو رتبه را منتشر کرد: یکی با تجهیزات استاندارد و دیگری با بسته ایمنی. از ماه فوریه سال ۲۰۱۸، بسته ایمنی - AEB City, AEB Inter-urban و AEB Pedestrian - تجهیزات استانداردی ساخته شده است و امتیاز این تغییر را تغییر داده است.
Euro NCAP test results for a LHD, 5-door hatchback variant with standard equipment on a 2016 registration:
| نتایج آزمون یورو ان‌سی‌ای‌پی        | نتایج آزمون یورو ان‌سی‌ای‌پی | نتایج آزمون یورو ان‌سی‌ای‌پی |
| -------------------------------- | ------------------------- | ------------------------- |
| سانگ‌یانگ تیوولی/ تیپ پایه (۲۰۱۶) |                           |                           |
| آزمون                            | امتیاز                    | %                         |
| کل:                              | 4/5 ستاره                 | 4/5 ستاره                 |
| سرنشین بالغ:                     | ۳۱٫۳                      | ۸۲%                       |
| سرنشین کودک:                     | ۳۰٫۴                      | ۶۲%                       |
| عابر پیاده:                      | ۲۷٫۴                      | ۶۵%                       |
| کمک ایمنی:                       | ۵٫۲                       | ۴۳%                       |

## امکانات
| تجهیزات و امکانات | |
| ترمز و پایداری    | EBD - ABS - ترمزهای دیسکی در محورهای عقب و جلو - سیستم فعال ضد واژگونی ARP -سیستم پایداری الکترونیکی ESP - کمک ترمز الکترونیکی HBA – سیستم کمک حرکت در سربالایی HSA – سیستم ضد لغزش خودرو در شتاب‌گیری ASR – سیستم ضد هرزگردی TCS |
| کیسه هوا          | ایربگ راننده و سرنشین جلو - ایربگ‌های پرده ای - ایربگ‌های جانبی – مجموعاً ۶ کیسه هوا در ۱۰ نقطه مختلف – سیستم فعال شونده پشت سری‌ها در هنگام تصادف |
| سیستم صوتی        | سیستم پخش DVD و MP3 به همراه ۶ بلندگو و ۲ آمپلی فایر |
| دیگر تجهیزات      | رینگ‌های ۱۸ اینچی - سنسور عقب جهت پارک خودرو - دوربین دید عقب - شیشه‌های دودی ردیف عقب - شیشه‌های جلو ضد اشعه – شیشه‌ها برقی و مجهز به سیستم ایمنی تشخیص مانع (سمت راننده) – فرمان هیدرولیک با قابلیت تنظیم ارتفاع - دی لایت چراغ‌های جلو و چراغ‌های عقب LED - تنظیم ارتفاع نور چراغ‌های جلو - مدیریت برق باطری - آینه‌های کناری برقی تاشو - آینه جلو حساس به نور ECM - صندلی‌های ردیف جلو و عقب چرم-گرم کن صندلی‌های جلو – سیستم تهویه مطبوع دستی – کروز کنترل - برف پاکن‌های مجهز به سنسور باران و برف – شیشه‌های دودی درهای عقب – بال عقب – ورود بدون کلید Smart Key – فرمان برقی سه حالته تیوولی از سوی رامک خودرو در دو تیپ Elite و Sport عرضه می‌شود: تیپ Elite سانروف و ریل سقفی دارد و تیپ Sport سانروف ندارد. ولی سقف دو رنگ دارد و شیشه‌های دودی و بال عقب نیز دارد. |